# 세조실록
《세조혜장대왕실록》(世祖惠莊大王實錄) 또는 《세조실록》(世祖實錄)은 1455년 음력 6월부터 1468년 음력 9월까지의 조선 세조 시대의 사실을 편년체로 기록한 실록이다. 총 49권 18책으로 구성되어 있으며, 《조선왕조실록》의 일부를 이룬다.

## 역사
1455년(세조 원년) 음력 6월부터 1468년(세조 14년) 음력 9월까지 총 13년 3개월에 걸친 세조 시대의 국정 전반에 관한 역사적 사실을 편년체로 기록한 실록이다. 본문 47권 및 부록 2권 등 총 49권 18책으로 구성되어 있으며, 《조선왕조실록》의 일부를 이룬다. 원본은 활자본(을해자)이다.
《세조실록》의 부록에는 1469년(예종 원년) 음력 4월에 편찬을 시작하여 1471년(성종 2년) 음력 12월에 편찬이 종료된 것으로 기록되어 있다. 한편 1469년 음력 4월 1일 예종이 실록청 편수관들에게 술을 하사하였다는 기록에, "이에 앞서 왕명으로 《세조실록》을 찬술했다."고 적혀있다. 또 4일 뒤인 음력 4월 5일에 제1권이 완성된 것으로 보아, 실제 편찬 작업은 《세조실록》의 부록에 기록된 것보다 빨리 시작했을 것으로 추정된다. 편찬 작업은 예종이 죽고 성종조로 넘어갔으며, 1469년 음력 12월에 6방으로 나누어 편찬하던 것을 3방으로 줄였다. 이후 1471년 음력 12월 15일에 춘추관에서 최종 완성된 《세조실록》을 바쳤다.
편찬에 참여한 인원은 영관사에 신숙주와 한명회, 감관사에 최항, 지관사에 강희맹과 양성지, 기타 동지관사 5명, 수찬관 3명, 편수관 15명, 기주관 11명, 기사관 24명 등 총 63명이다.
원래는 부록 2권을 포함한 총 49권 42책으로 구성되어 있었으나, 임진왜란 때 전주사고본을 제외한 실록이 모두 소실되면서 1606년(선조 39년)에 총 49권 18책으로 4부를 다시 인쇄하였다. 이후 1929년부터 1932년까지 경성제국대학과 1956년 대한민국 국사편찬위원회에서 영인본을 각각 간행하였으며, 1979년 세종대왕기념사업회에서 한국어 번역본을 간행하였다.

## 민수사옥
1469년 봉상시첨정으로 있던 민수는 《세조실록》의 사관으로 참여하면서 양성지 등 당대 대신들의 과실을 많이 기록하여 제출하였다. 그런데 사초를 제출할 때 그것을 기록한 사관의 이름도 함께 적으라는 지시가 있자 이인석과 최명손을 통해 사초를 빼내어 고치고자 했는데, 이 둘이 사초를 내 주지 않아 강치성을 통해 사초를 빼 내었다. 민수는 총 6군데를 수정하였으며, 단순히 글자만 고친 것이 아니라 일부를 불에 태워 없애기도 하였다.
그러나 이 일은 사초를 검열하던 양수사와 최철관이 사초에서 고친 부분을 발견하여 참의 이영은에게 보고하면서 드러났다. 또 이 과정에서 원숙강도 사초를 많이 고쳤음이 밝혀졌다. 이에 민수는 사형으로 논해졌으나 독자인데다가 바로 자백을 하였음이 참작되어 제주도의 관노가 되었고, 강치성과 원숙강은 고문을 당하고 나서야 자백을 하여 참형을 당했다. 또 처음에 사초 반출을 부탁받았다가 거절한 이인석과 최명손은 사실을 알고도 보고하지 않았다는 이유로 곤장을 맞고 군적에 편입되었다.
이 일련의 사건을 민수사옥이라고 하는데, 사초로 인해 발생하였기 때문에 "사옥(史獄)"이라고 칭한다. 한편 이 사건이 발생한 후, 사초를 들일 때 사관의 이름을 적지 않는 예전 방식으로 회귀하였다.

## 특징
- 《세조실록》 부록 2권에는 악보가 수록되어 있다. 오음약보와 16정간보에 기보되었으며, 이 악보들은 아악의 연구에 중요한 자료로 평가받는다.[7]
  - 권48 : 신제아악보 · 가도 · 무도 · 신제약정악보 · 종묘 관련
  - 권49 : 원구 관련[11]
- 보통 다른 실록은 왕이 즉위한 해를 즉위년으로 두고 그 이듬해를 원년으로 칭하는 유년칭원법을 사용하나, 《세조실록》은 단종이 폐위되었기 때문에 세조가 즉위한 해를 원년으로 칭하는 즉위년칭원법을 사용한다.[7]
- 서울대학교 규장각한국학연구원에 대한민국의 국보로 지정되지 않은 실록이 일부 있는 것으로 확인되었다. 이 중 《세조실록》은 총 2책이며, 밀랍본이다. 또 제27권은 표지가 바뀐 상태이다.[12]

## 평가
《단종실록》은 세조찬위 등에 대한 사실을 왜곡한 것으로 평가받으나, 《세조실록》은 세조의 즉위 이후의 일을 기록한 것으로 대체로 사실대로 기록한 것으로 평가받는다.